# جولي لوند
جولي لوند (بالدنماركية: Julie Lund)‏ هي ممثلة دانمركية، ولدت في 2 نوفمبر 1979.

## وصلات خارجية
- جولي لوند على موقع IMDb (الإنجليزية)
- جولي لوند على موقع ميوزك برينز (الإنجليزية)
- جولي لوند على موقع ديسكوغز (الإنجليزية)
- جولي لوند على موقع قاعدة بيانات الفيلم (الإنجليزية)
- جولي لوند على موقع كينوبويسك (الروسية)